# Claire Rufer
Claire Rufer (Claire Rufer-Eckmann; * 24. September 1914 in Wabern; † 24. August 1973 in Bern) war eine Schweizer Architektin.

## Leben
Claire Rufer war die Tochter des Chemikers Aron Eckmann und der Ärztin Brucha Eckmann-Kischinewsky. Sie besuchte das Humanistische Gymnasium in Bern und studierte an der ETH Zürich bei Otto Rudolf Salvisberg. Für ihre Diplomarbeit erhielt sie eine Auszeichnung. Nach dem Abschluss des Studiums 1937 machte sie eine Weiterbildung in London und arbeitete danach in den Büros von Alvar Aalto in Finnland und Gunnar Asplund in Schweden. Wegen des Ausbruchs des Zweiten Weltkriegs musste sie in die Schweiz zurückkehren, wo sie Arbeit bei der Restaurierung des Berner Münsters fand. 1942 gründete sie zusammen mit ihrem Studienkollegen und Ehemann Oskar Rufer ein eigenes Architekturbüro in Bern, das bis zu ihrem Tod 1974 bestand.
1951 wurde Claire Rufer in die Eidgenössische Wohnbaukommission berufen. Für die Schweizerische Ausstellung für Frauenarbeit (SAFFA) 1958 entwarf sie mehrere Ausstellungspavillons.
Claire Rufer war unter anderem Mitglied des Schweizerischen Ingenieur- und Architektenvereins, des Bundes Schweizer Frauenorganisationen, des Schweizerischen Verbands der Akademikerinnen, des  Frauenweltbunds und des Zonta-Clubs.

## Werke

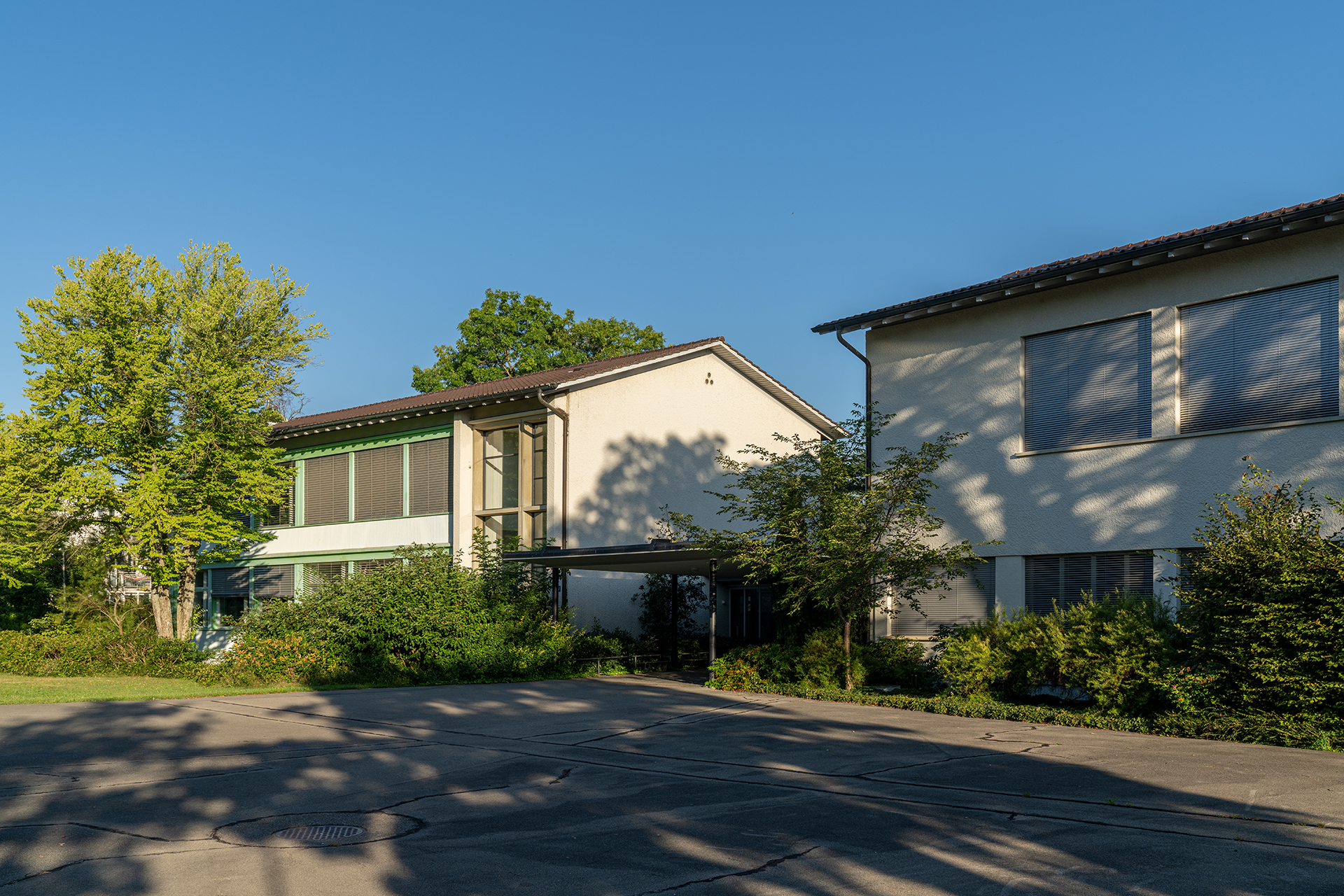
Schulhaus Bethlehemacker, Bern-Bümpliz

Claire Rufer entwarf mit ihrem Ehemann vor allem Wohn- und Geschäftshäuser im Kanton Bern und auch einige Kinogebäude wie 1952 das Kino Rex und 1961 das Kino Gotthard, beide in Bern. Dazu kamen Schulhäuser, zum Beispiel die Schule für die fünfte Bauetappe des Berner Quartiers Bethlehemacker (Kornweg 101–111), die im Bauinventar der Stadt Bern und im Inventar der schützenswerten Ortsbilder der Schweiz als erhaltenswertes Objekt gilt. Grosse Aufträge der Architektengemeinschaft Rufer waren etwa Geschäftshäuser am Bubenbergplatz, der Ersatzbau für ein älteres Haus an der Aarbergergasse 53 in Bern, Projekte in der Überbauung City-West in Bern sowie in der Wohnüberbauung La Tourelle im Diplomatenquartier in Genf.